# Diamesa laticauda
Diamesa laticauda är en tvåvingeart som beskrevs av Serra-tosio 1964. Diamesa laticauda ingår i släktet Diamesa och familjen fjädermyggor. Inga underarter finns listade i Catalogue of Life.